# Llista de valls dels Pirineus

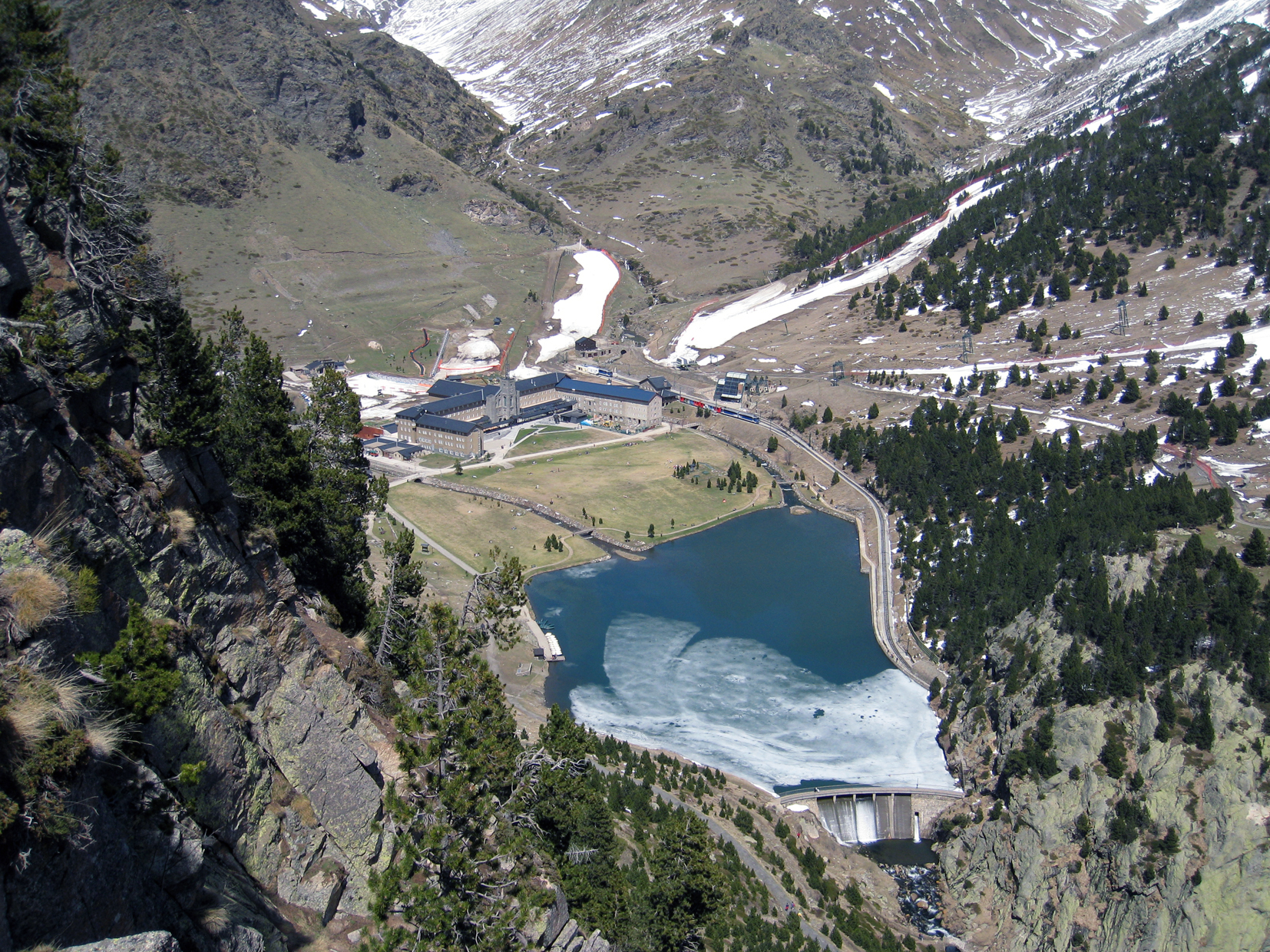
La vall de Núria.

El Pirineu no és una sola serra sinó un conjunt de serres, enmig de les quals hi ha valls fins i tot obertes i planes, com la Cerdanya, mentre la majoria són estretes i petites. També hi abunden els congosts. Aquí davall hi ha una llista de les valls pirinenques.

## País Basc

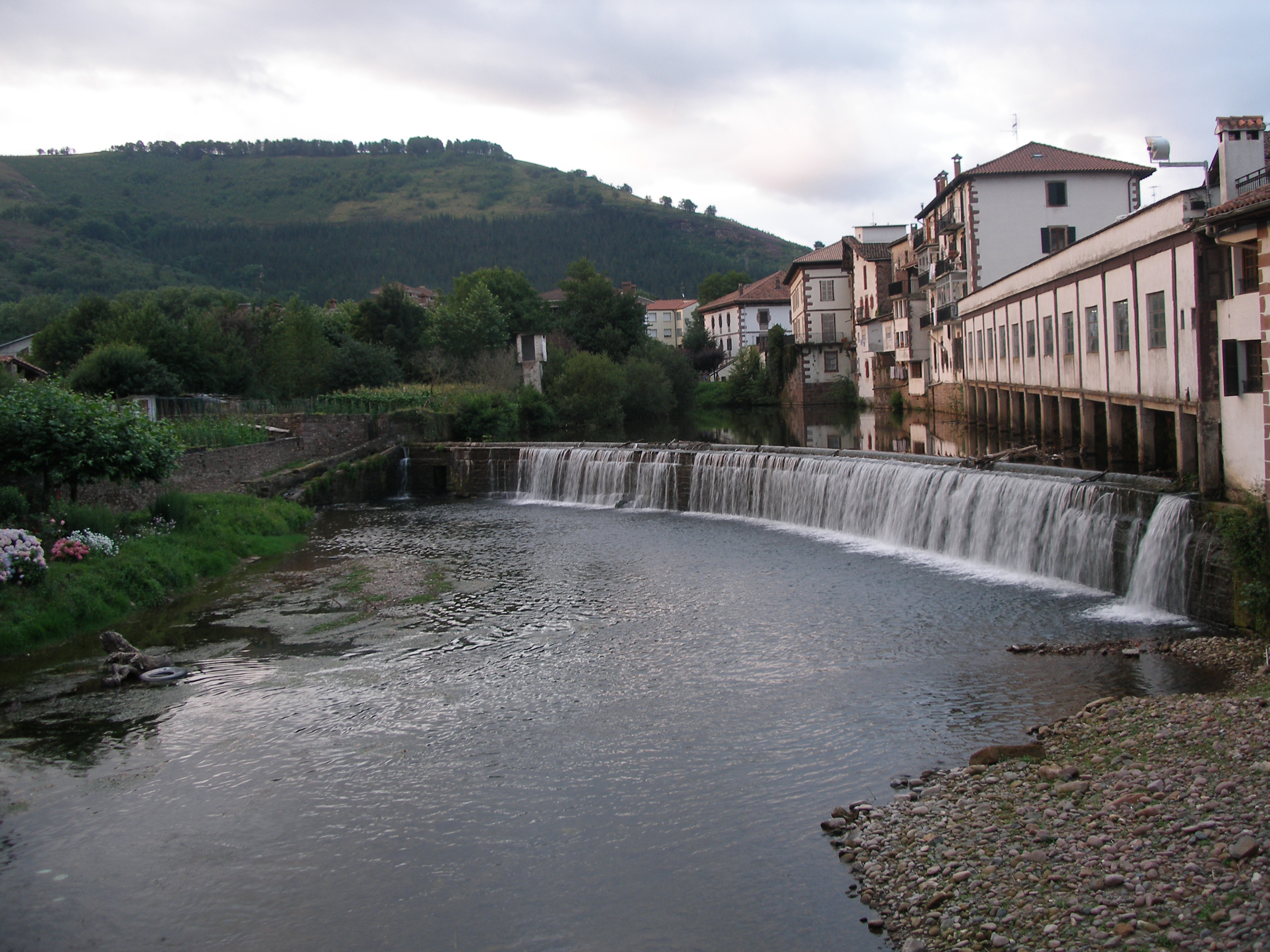
El riu Bidasoa o Baztán al seu pas per Elizondo, a la vall de Baztan

- La vall d'Errobi
- La vall d'Arberoa
- La vall de Baztan
- La vall de Roncesvalles
- La vall de Roncal
- La vall d'Aezkoa
- La vall de Salazar

## Occitània

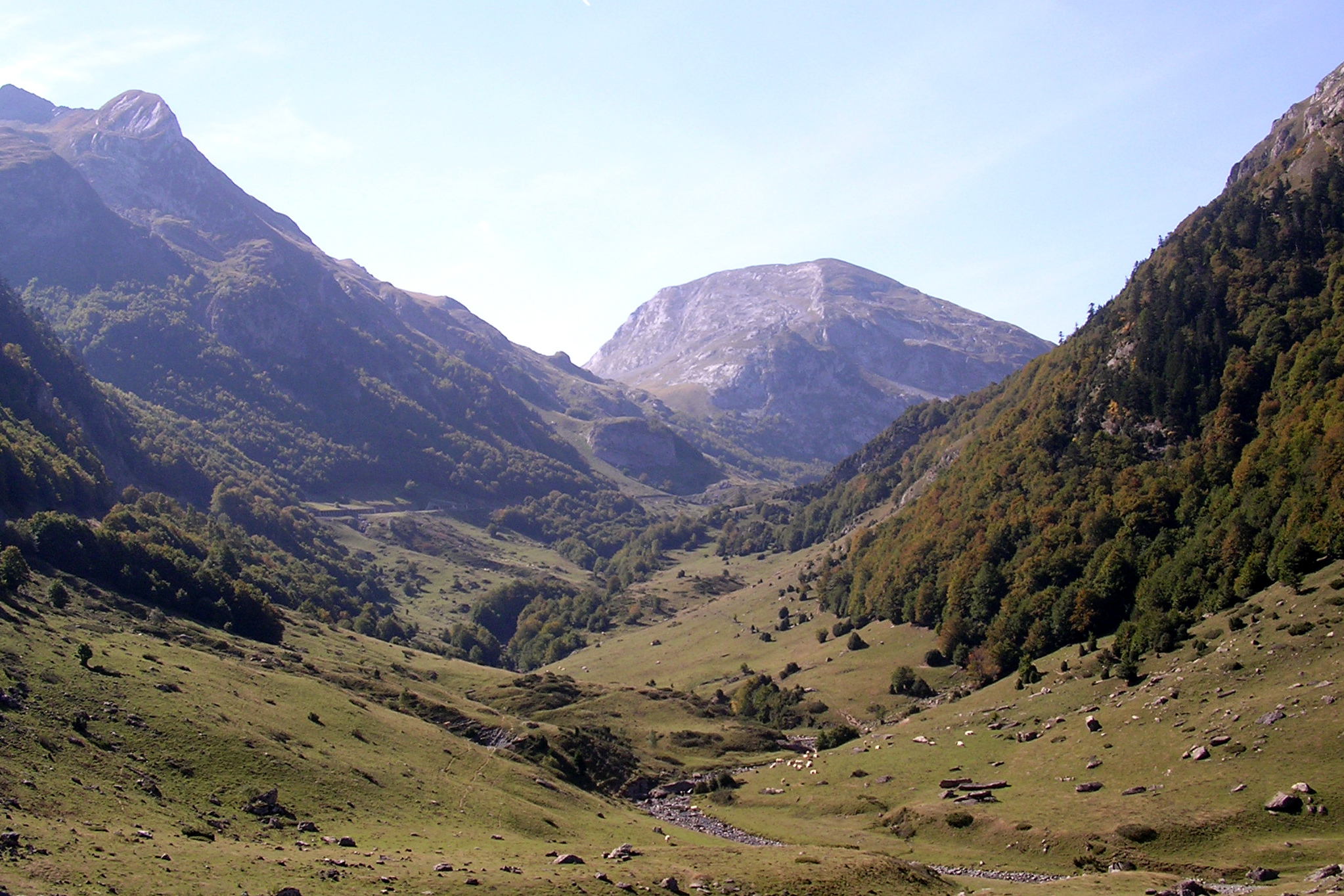
La Vall d'Ossau

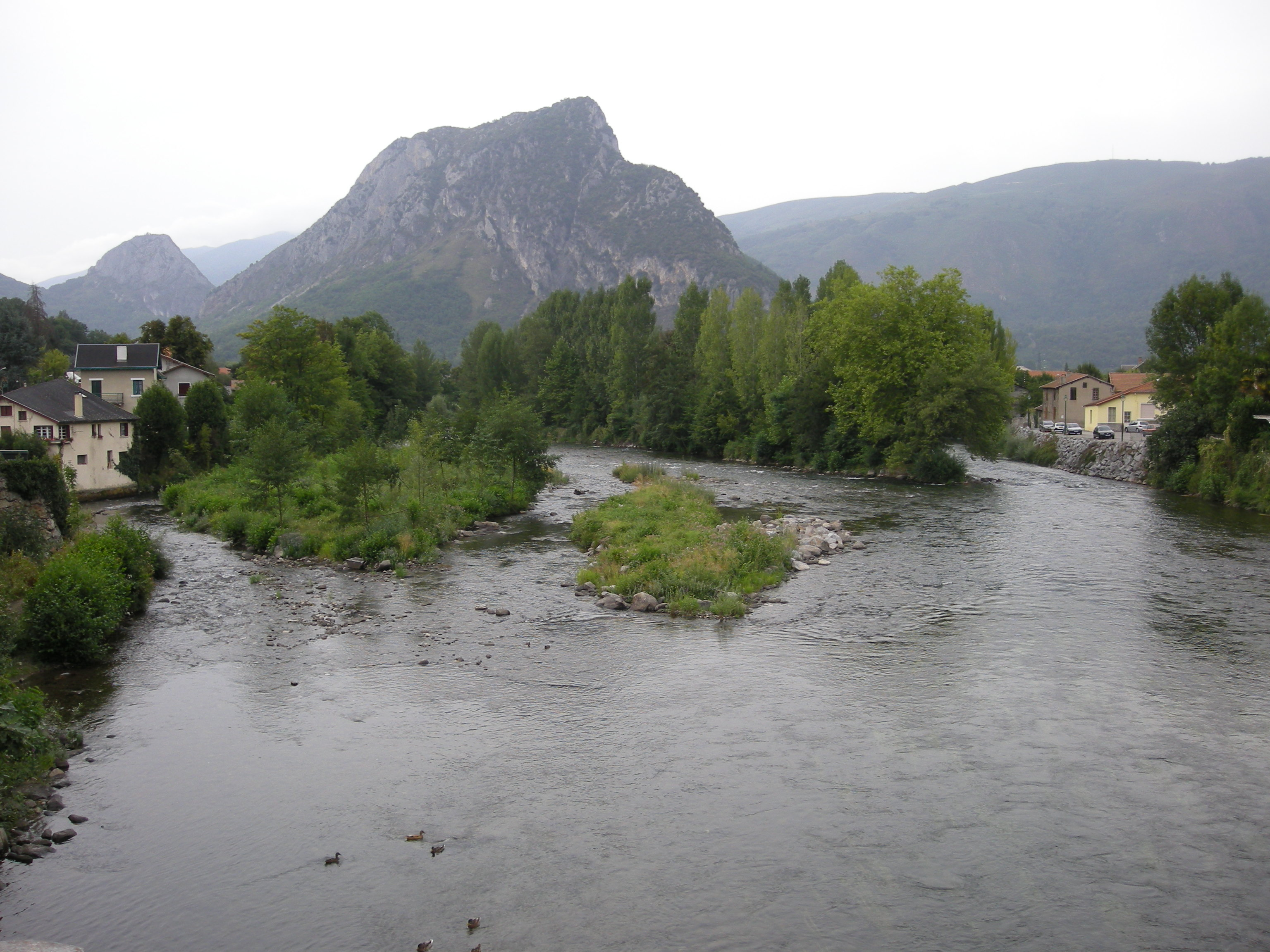
La vall d'Arieja, a Tarascon, País de Foix

| - La vall d'Aspa - La vall de Varetons - La vall d'Aussau - Quatre valls, incorporant-hi la vall d'Aura - La vall de Lis - La vall de Loron - La vall de Lespon - La vall d'Ors - La vall de Siradan - La vall de Barrada - La vall de Biròs - La vall de Campan - La vall de Sestreda - La vall d'Estaubé | - La vall d'Heas - La vall de Lutor o d'Estom - La vall d'Ossoa - La vall d'Azun - La vall de Paiola - La vall de l'Aglí (Fenolleda, Aude i País de Foix) - La vall de la Bolzana a Sant Pau de Fenollet - La vall de Maurí a Maurí - La vall de Verdoble a Tuissan - La vall de la Berra - La vall d'Arieja - La vall d'Ull - La vall d'Angols - La vall d'Atsat |

## Aragó

Vall de Tena

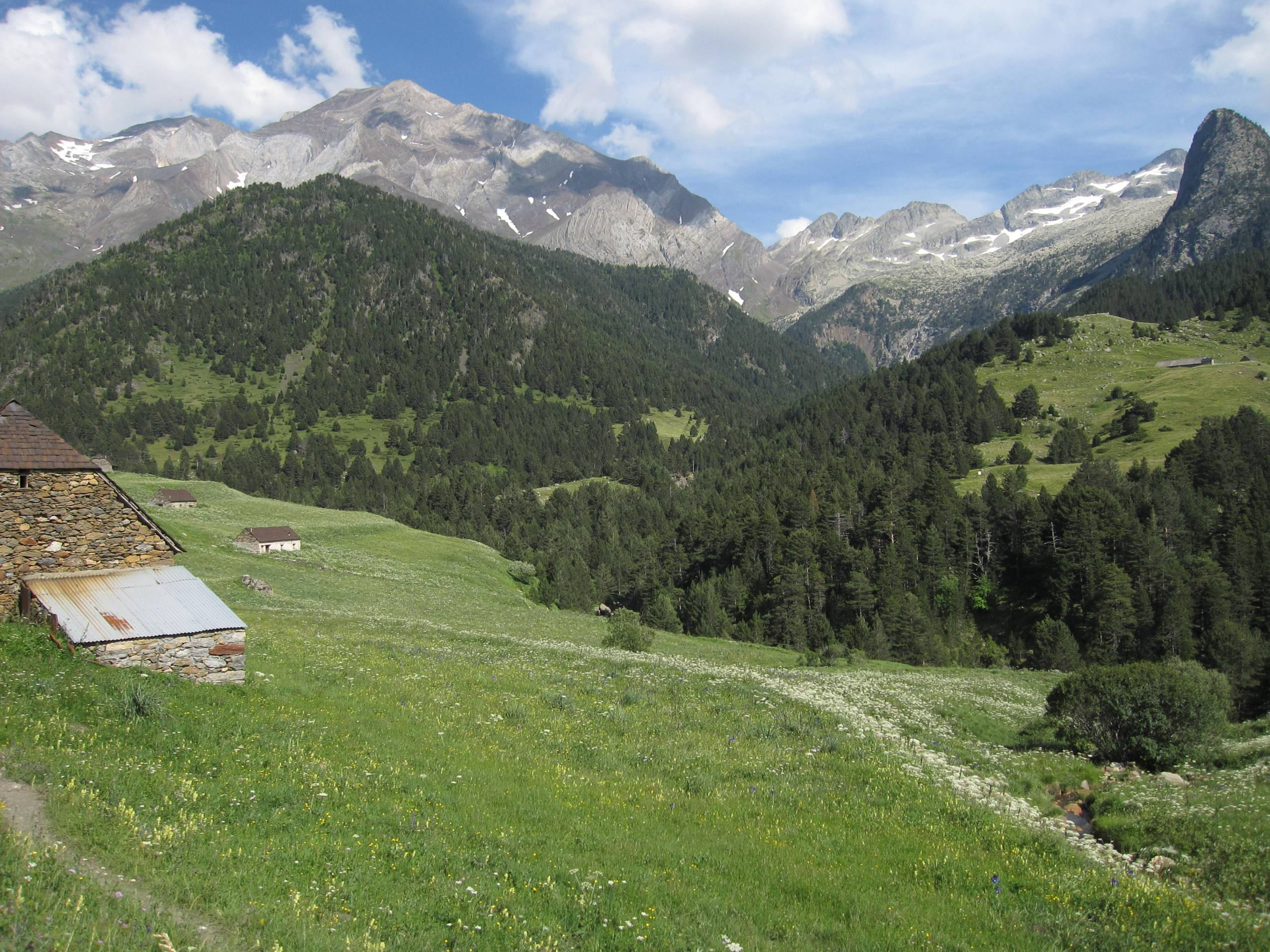
Posets, Viadós. Vall de Gistau

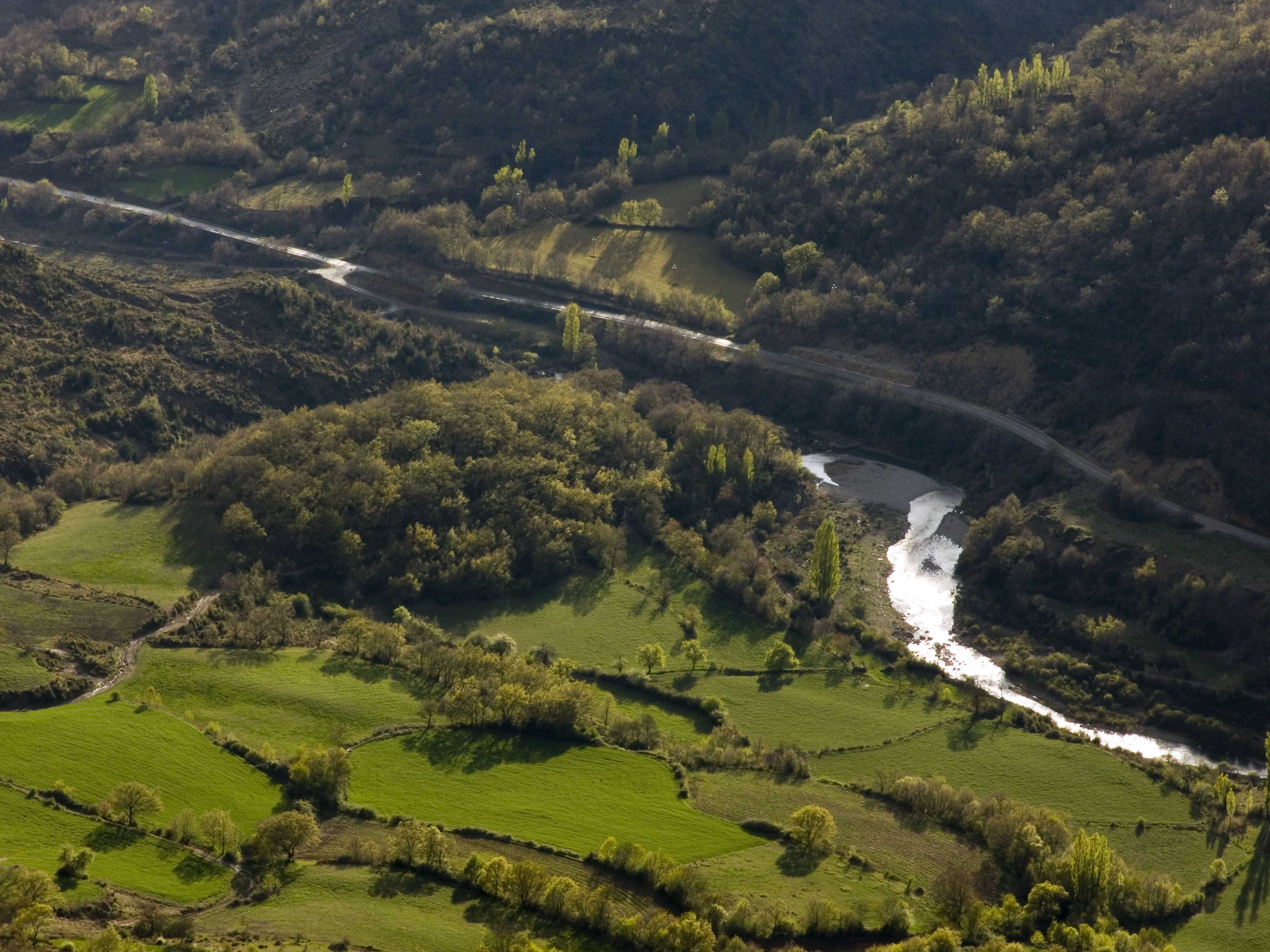
Vista de la Vall de l'Isàvena des de Beranui, serra de Sis.

| - La vall de l'Aragó (Jacetània) - La vall d'Echo - La vall d'Ansó - La vall de Gàllego (Aragó central, conflueix amb l'Ebre) - La vall de Tena - La vall de Cinca (Franja de Ponent i Sobrarb) - La vall d'Ara - * La vall de Broto - ** La vall d'Ordesa - ** La vall de Bujaruelo - La vall de Bielsa - * La vall de Pineta - * La vall de Gistau, de Chistau o de la Cinqueta - * La vall de Tella - * La vall de Vió - * La vall de Puértolas - La vall d'Éssera - * vall d'Estós - * La vall de Benasc - La vall de l'Isàvena (Ribagorça) - * La Vall de Lierp | - La vall de la Noguera Ribagorçana (Ribagorça) - La vall de Barravés, a mig camí entre l'Aragó, Catalunya i l'Aran. - La vall de Castanesa - La vall de la Comuna - La vall d'Ordiso - La vall de l'Asieso - La vall d'Otal |

## Països Catalans

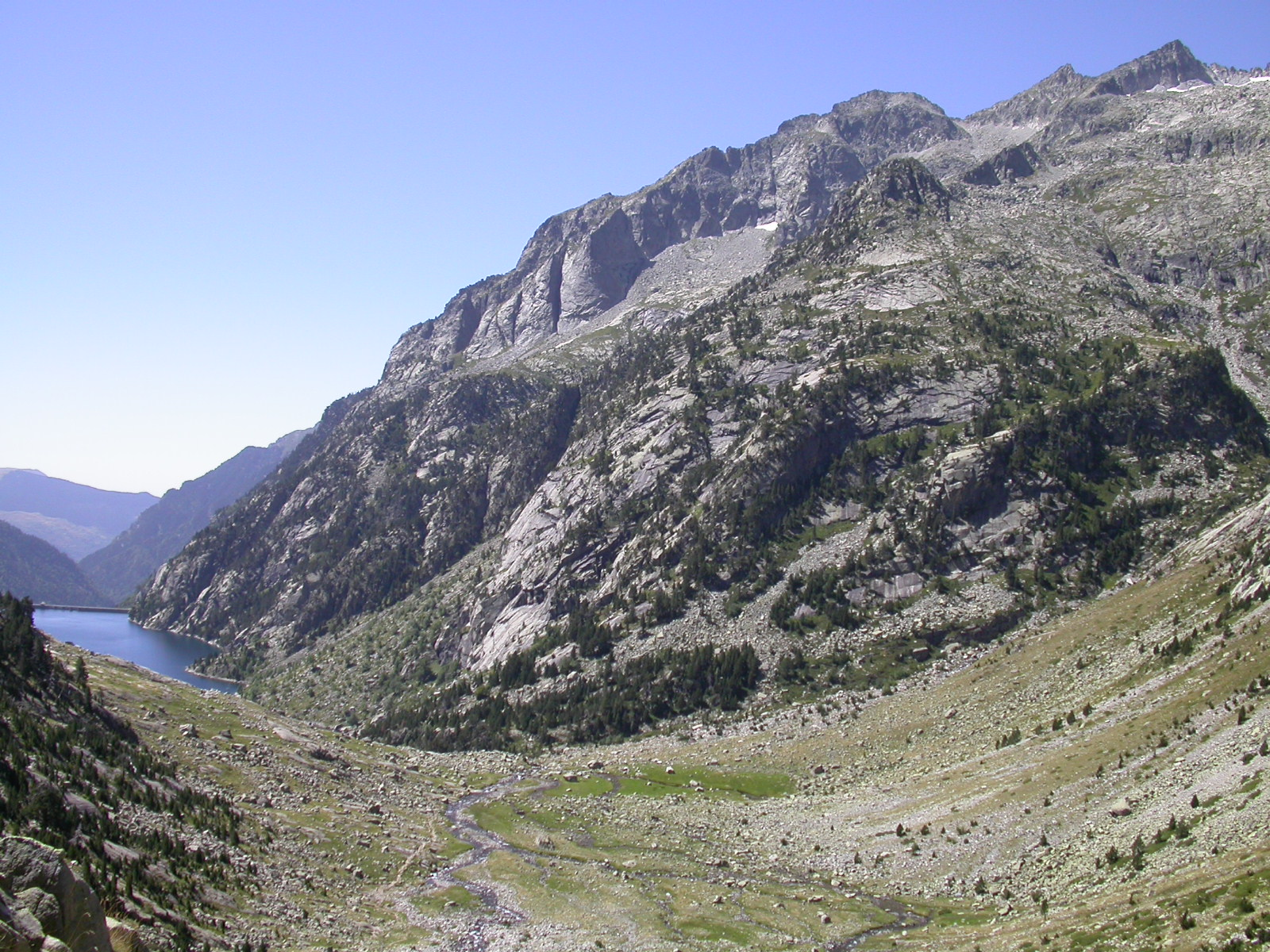
La vall de Boí

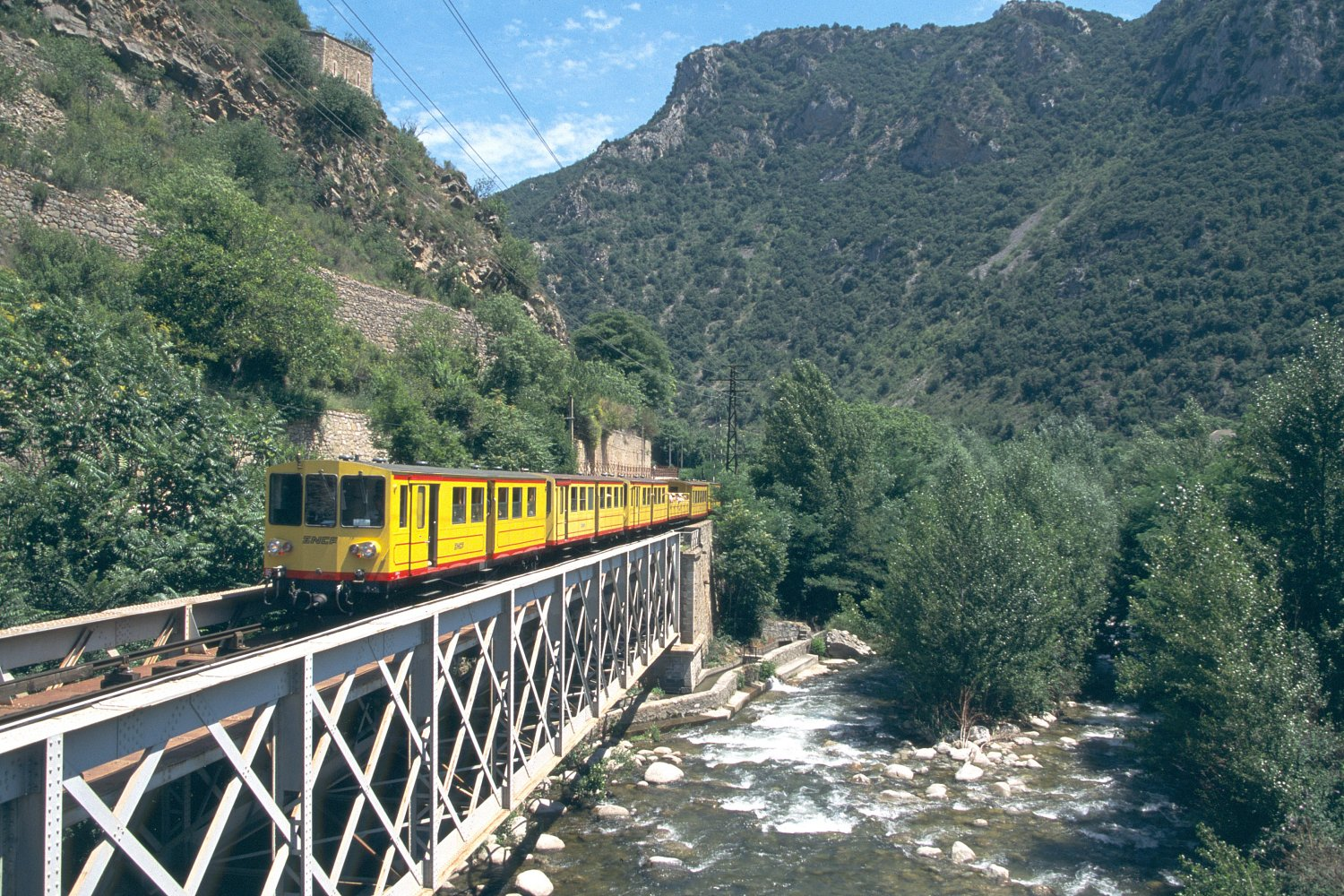
Pont del Tren Groc sobre la Tet.

| - Les valls de la Valira - La vall de la Valira d'Ordino o del Nord - La vall de la Valira d'Encamp o d'Orient o de Soldeu - La vall del Madriu-Perafita-Claror - La vall de Cerdanya - Les valls del Valira (part alt-urgellenca) - Les valls del Cadí - La vall de la Vansa - La vall d'Aran (culturalment part de la Gascunya) - La vall Fosca - La vall de Besiberri - La vall de Boí - La vall de Juclar - La vall de Sant Nicolau - La vall de Núria - La vall de la Noguera Ribagorçana - La vall de la Noguera Pallaresa - La vall d'Àneu - La vall d'Espot - La vall de la Bonaigua - La vall d'Unarre - La vall de Cardós - La vall de Ter (Vall de Camprodon i Baix Ripollès) - La vall de Freser (Vall de Ribes) - La vall de Llobregat (Alt Berguedà) - La vall del Fluvià (Alta Garrotxa i Comarca d'Olot) - La vall de Tet (Conflent i Rosselló) - La vall del Bulès a Bulaternera - La vall de la Llentillà a Vallmanya - La vall de la Lliterà a Prada - La vall del Sant Vicenç a Vernet - La vall de la Rotjà a Pi de Conflent - La vall de Mentet a Mentet - La vall de Carançà a Toès - La vall de la Castellana a Mosset - La vall de Callau a Noedes - La vall de Censà a Censà | - La vall de Tec (Vallespir i Rosselló) - La vall de la Roma a El Pertús - La vall de la ribera Ampla a Palaldà - La vall del Ferrer a Cortsaví - La vall de la Quera a Sant Llorenç de Cerdans - La vall de la Menera a la Menera - La vall de la Maçana a Sureda - La vall de l'Aglí a Estagell - La vall de Verdoble a Talteüll - La vall d'Aude (Capcir i Aude) - La vall de la Lladura a Formiguera - La vall del Galba a Puigbalador - La vall del Segre (Alta Cerdanya) - La vall de l'Aravó a Querol - La vall de l'Angostrina a Angostrina - La vall de l'Eina a Eina - La vall de l'Er a Er - La vall de la Llavanera a Oceja |